# Vladislav III. Tankonogi
Vladislav III. Tankonogi (poljsko Władysław Laskonogi) iz dinastije Pjastov je bil v letih 1194–1202 vojvoda Velikopoljske, v letih 1202–1229 južnega dela Velikopoljske, v letih 1202–1206 in  1228–1231 veliki vojvoda Poljske, v letih 1202–1206 vojvoda Kalisza, v letih 1206–1210 in 1218–1225 vladar Lubusza in v letih 1216–1217 vladar Gniezna, * med 1161 in 1167, † 3. november 1231.
Vzdevek »Tankonogi« je dobil v Velikopoljski kroniki Jana Długosza zaradi domnevno nenavadno dolgih in tankih nog.

## Življenje
Bil je peti sin Mješka III. Starega in tretji otrok v očetovem zakonu z Evdokskijo Kijevsko, hčerko kijevskega velikega kneza Izjaslava II. Mstislaviča.
V sodobnih virih je bil prvič omenjen okoli leta 1168 v zvezi s kongresom v Jędrzejówu, kjer je bil kot majhen otrok priča donaciji lokalnemu cistercijanskemu samostanu.
Med letoma 1177 in 1179 so bili on, njegovi starši in sorojenci prisiljeni zapustiti Poljsko zaradi upora Kazimirja II. Pravičnega in Odona, najstarejšega očetovega sina iz njegovega prvega zakona, ki je očetu zameril favoriziranje otrok iz njegovega drugega zakona. Vladislav se je k svoji družini vrnil šele leta 1181 in kljub temu, da je bil po zakonu odrasel, ni dobil lastnega okrožja. Okoli leta 1186 se je poročil z Lucijo, hčerko rügenskega kneza Jaromarja I. Glavni namen njegove poroke je bil povečati vpliv Mješka III. v zahodnem Pomorjanskem. Vladislavov zakon z Lucijo je ostal brez otrok.
Po smrti Vladislavovega polbrata Odona 20. aprila 1194 je Vladislav prevzel oblast južni Velikopoljski kot skrbnik svojega mladoletnega nečaka, Odonovega sina Vladislava Odoniča.
13. septembra 1195 je Vladislav po smrti edinega še živega brata Boleslava Kujavskega v krvavi bitki pri Mozgawi ostal edini dedič Mješka III. in začel je poskušati vzpostaviti oblast v Seniorski (Krakovski) provinci in s tem nad celo Poljsko.

### Vojvoda Krakova in Velikopoljske
Mješko III. je umrl 13. marca 1202. Vladislav je s podporo močnega vojvode Mikołaja Gryfita brez ovir nasledil svojega očeta v Krakovu, Velikopoljski in Malopoljski. Kmalu zatem se je kot kandidat za krakovski prestol pojavil Lešek I. Beli, najstarejši sin Kazimirja II. Pravičnega. Njegova kandidatura je kmalu propadla, ker je svojo zahtevo oprl na grofa palatina Goworka, ki je bil trdovraten sovražnik vojvode Mikołaja Gryfita.
Vladislavova vladavina v Krakovu in Velikopoljski je trajala trajala štiri leta do leta 1206, ko se je po smrti Mikołaja Gryfita v prestolnico vrnil Lešek I. Beli. 

### Načrti za obnovitev poljske suverenosti nad Pomorjanskim
Zaradi zanimanja za pomorjanske zadeve je Vladislav sodeloval v dveh dogodkih. Prvi je bil slovesno srečanje z danskim kraljem Valdemarjem II., na katerem so poskušali rešiti spore in razmejiti vplivna območja. Drugi dogodek je bil presenetljiv dogovor z vroclavskim vojvodom Henrikom I. Bradatim, po katerem je Vladislav predal vojvodino Kalisz, ki je bila sicer del dediščine njegovega nečaka Vladislava Odoniča, v zameno za Lubusz, da bi laže aktivno sodeloval v politiki na Baltiku. Leta 1209 je izgubil Lubusz, ki ga je po bitki bitki pri Lubuszu zavzel lužiški mejni grof in njegov svak Konrad II. Landsberški.

### Spori z nadškofom Henrikom Kietliczem in Vladislavom Odoničem
Izguba Kalisza je povzročila globoko nezadovoljstvo Vladislava Odoniča, ki je deželo štel za del svoje dediščine. Mlademu vojvodi, ki je imel takrat okoli 16 let, je uspelo pridobiti podporo velikopoljskih plemičev in predvsem nadškofa Gniezna Henrika Kietlicza, ki je v tam videl priložnost pridobiti privilegije za lokalno Cerkev in s tem omejiti vladarjevo oblast.
Upor je bil kljub prizadevanjem tako Odoniča kot nadškofa Kietlicza kratkotrajen in neuspešen. Tako Kietlicz kot Odonič sta pobegnila na dvor Henrika I. Bradatega. Izobčenje, ki ga je Kietlicz izrekel proti Vladislavu Tankonogemu, ni doseglo svojega namena, ker je Vladislava podprl  poznanjski škof Arnold II.
Nekoliko presenetljiv je bil odziv Henrika I. Bradatega, ki ni le sprejel izgnancev, ampak je Vladislavu Odoniču poklonil tudi Kališko vojvodstvo s pogojem, da mu ga vrne, ko ponovno pridobi svojo dediščino. Nadškof Kietlicz je odšel v Rim, kjer se je osebno srečal s papežem Inocencem III. Na srečanju je uspešno blokiral pritožbo na Vladislavovo izobčenje. Papež je drugim poljskim vojvodam naročil, naj pomagajo nadškofu Gniezna pri vrnitvi v njegovo škofijo.

### Srečanje v Borzykowi
Leta 1210 je Vladislav Tankonogi podprl prizadevanja Mješka IV. Krivonogega, ki je želel uveljaviti oporoko Boleslava III. Krivoustega, po kateri je imela zakonito oblast nad Poljsko šlezijska veja Pjastov. V tem trenutku je bil Vladislav verjetno drugi najstarejši član dinastije Pjastov za Mješkom IV. in je pričakoval, da bo po skorajšnji smrti raciborškega vojvode on prejel naslov velikega vojvode in Krakovsko vojvodstvo. Po mnenju nekaterih zgodovinarjev je bil Henrik I. Bradati starejši od njega. Dogodki so se odrazili tudi v buli, ki jo je 9. junija 1210 izdal papež Inocenc III., in v njej zahteval vrnitev vseh dednih pravic šlezijske veje skladno z oporoko Boleslava III. Papež je hkati izobčil Leška I. Belega. Papežev odlok je bil izdan na zahtevo anonimnega vojvode Šlezije, ki bi lahko bil le Henrik I. Bradati. Stanje je postalo precej zapleteno, saj nihče ni bil natančno vedel, kdo ima pravo oblast.
Julija 1210 so se Lešek I. Beli, Henrik I. Bradati, Konrad I. Mazovski in Vladislav Odonič srečali z lokalnimi škofi na sinodi v Borzykowi, da bi rešili problematično in skrivnostno papeško bulo. Mješko IV. Krivonogi na srečanju ni bil prisoten. Z vojsko in podporo družine Gryfici je vstopil v Krakov in zlahka zavzel Wawel. Nadškof Kietlicz, ki se ni nameraval sprijazniti z obstoječim stanjem, se je s podporo mladih vojvod in lokalne cerkvene hierarhije začel v Rimu pogajati za umik usodne bule. Pogajanja so bila uspešna. Po smrti Mješka IV. Krivonogega maja 1211 se je Lešek I. Beli lahko vrnil na krakovski prestol. Namere starejših vojvod so se izjalovile.

### Vzpon nadškofa Kietlicza in Vladislava Odoniča
Leta 1215 je položaj Vladislava Tankonogega dodatno oslabila rast moči nadškofa Henrika Kietlicza, ki je podpiral določbe Četrtega lateranskega koncila in poznejšega zbora mlajših vojvod v Wolbórzu, na katerem so bili Lešek I. Beli, Konrad I. Mazovski, Vladislav Odonič in Kazimir I. Opolski. Vojvode se niso strinjali samo z razširitvijo gospodarskih in pravnih ugodnosti Cerkve, ampak so tudi podprli Odoničeve zahteve za pridobitev njegove upravičene dediščine. Da bi se izognil oboroženemu spopadu, je Vladislav Tankonogi dal Odoniču okrožje, ki je pripadalo njegovemu očetu. Dogovor med stricem in nečakom je bil potrjen z bulo papeža Honorija III., izdano 9. februarja 1217. Nadškof Kietlicz je prejel privilegij prejemanje dohodkov cistercijanskega samostana Łekno.

### Padec nadškofa Kietlicza in sporazum z Leškom I.
Sprava, dosežena leta 1216, je trajala manj kot eno leto. Ponosna in ambiciozna drža nadškofa Kietlicza je odvrnila njegove podpornike in preprečila njegovo vmešavanje v zadeve Pjastov. Njegov pomen je še dodatno upadel po porazu politike papeža Honorija III.
Leta 1217 je bilo nepričakovano sklenjen sporazum med prejšnjima nasprotnikoma Leškom I. Belim in Vladislavom Tankonogim, po katerem je lahko drugi podedoval vse njegove domene, če bi eden ali oba vladarja umrla brez moškega potomstva. Ta sporazum je očitno vplival na interese gališkega vojvode Vladislava Odoniča, najbližjega moškega sorodnika Vladislava Tankonogega.

### Odstavitev in vrnitev Vladislava Odoniča
Istega leta je velikopoljski vojvoda izkoristil dobrohotno nevtralnost Henrika I. Bradatega in se končno odločil rešiti spor z Odoničem in zavzel ozemlje svojega nečaka, zaradi česar je moral Odonič pobegniti iz države. Formalno zavezništvo med Vladislavom Tankonogim in Henrikom I. Bradatim, podobno prejšnjemu dogovoru z Leškom I. Belim, je bilo sklenjeno konec leta 1217 ali v začetku leta 1218 med zborovanjem v Sądowelu s posredovanjem poznanskega škofa Pavla II. in lubuškega škofa Wawrzynieca. Iz neznanih razlogov je bila vsebina sporazuma koristna samo za velikopoljskega vojvodo, ki ni dobil samo dovoljenja, da obdrži Odoničevo okrožje, ampak je pridobil tudi okrožje Lubusz. Sporazum iz Sądowela je potrdil papež z bulo, izdano 9. maja 1218. Bula je dodatno oklestila oblast nadškofa Kietlicza.
Prva preizkušnja triumvirata Vladislav Tankonogi, Henrik I. Bradati in Lešek I. Beli je bila smrt nadškofa Henrika Kietlicza leta 1219  in skupna izbira njegovega naslednika, kanclerja Wincentyja z Niałke, enega od Vladislavovih najožjih sodelavcev.
Vladislav Tankonogi kljub številnim ugodnostim, ki jih je prejel na kongresu v Sądowelu, ni sodeloval v nacionalni kampanji proti poganskim Prusom. Razlog za to so bila dejanja njegovega nečaka Vladislava Odoniča, ki je zahvaljujoč gostoljubnosti in sodelovanju Svetopolka II. Pomorjanskega, verjetno Odoničevega svaka, začel boj proti oblasti svojega strica. Razmere so se poslabšale, ko je oktobra 1223 Odonič presenetljivo napadel in uspel osvojiti mesto Ujście in kmalu zatem leta 1225 sosednje okrožje Nakło.
Vladislavov položaj se je še bolj zapletel po izgubi Lubusza leta 1225, ki ga je zavzel turingijski deželni grof Ludvik IV., ki je izkoristil nenehne boje velikopoljskega vojvode z njegovim nečakom in zasedel pomembno ozemlje.
Do odločilne bitke med stricem in nečakom je prišlo leta 1227. Vladislav Tankonogi je poslal vojsko pod poveljstvom vojvode Dobrogosta oblegat Ujście. Dobrogost močne trdnjave ni mogel osvojiti. Odonič je 15. julija nepričakovano napadel vojvodo, ga popolnoma porazil in ubil. Po tej zmagi je Vladislav Odonič lahko prevzel nadzor nad skoraj celotno Velikopoljsko, potem pa je njegov zaveznik Svetopolk II. nepričakovano prekinil sporazum in zavzel Naklo. Razglasil se je za vojvodo in se poklonil Lešku I. Belemu.

### Zbor v Gąsawi in umor Leška I. Belega
Odoničevo zavezništvo s pomorjanskim vladarjem je ogrozilo vladavino Tankonogega. Bal se je, da bo izgubil ostanke svojih dežel, zato se je odločil najti miroljubno rešitev svojih sporov z Odoničem. Na Martinovo (11. november) 1227 je bil v majhnem kujavskem okrožju Gąsawa sklican slovesni zbor pjastovskih vojvod, škofov in plemičev, na katerem so razpravljali o tem in drugih občutljivih vprašanjih, da bi lahko sprejeli nadaljnje korake. Poleg pobudnika zbora Leška I. Belega so bili prisotni še njegov brat Konrad I. Mazovski, Henrik I. Bradati, Vladislav Odonič, vsi škofje in številni predstavniki poljskih mogotcev. Vladislava Tankonogega iz neznanih razlogov v Gąsawi ni bilo. Domneva se, da sta njegove interese zastopala nadškof Wincenty iz Gniezna in škof Pawel II iz Poznanja. 24. novembra zjutraj je v kratkem premoru med posvetovanji v mestu Marcinkowo Górne skupina Pomorjancev napadla Leška I. Belega in Henrika I. Bradatega. Lešek I. je bil v napadu umorjen, Henrik I. pa hudo ranjen, a je preživel.
Sodobni viri in poznejše zgodovinopisje kot avtorja zločina jasno prepoznavajo Svetopolka II. Nekateri zgodovinarji so bili preprićani, da je bil njegov sostorilec Vladislav Odonič, ki je med kongresom posredoval vse načrte in pogovore pomorjanskemu vojvodi. Obstajajo tudi druge različice teh dogodkov, vendar zaradi pomanjkanja virov in nejasnosti ostajajo na ravni domnev.

### Ponovna zasedba krakovskega prestola
Po zločinu v Gąsawi je Vladislav Tankonogi prešel v ofenzivo. V začetku naslednjega leta je v neznanih okoliščinah s pomočjo šlezijskih vojakov porazil svojega nečaka Odoniča in ga ujel. Potem je odšel na Malopoljsko, kjer je na podlagi sporazuma o vzajemnem nasledstvu med njim in Leškom I. Belim iz leta 1217 predstavil svoje zahteve za krakovski prestol. Lešek I. je sicer zapustil enoletnega sina Boleslava V., vendar je bilo jasno, da bo moral do njegove polnoletnosti oblast nad Krakovom prevzeti nekdo drug. Istočasno se je v Malopoljski pojavil tudi brat Leška I. Konrad I. Mazovski, ki je prav tako zahteval krakovski prestol.
Uradna izvolitev novega poljskega velikega vojvode je bila opravljena na zboru v Wiślici 5. maja 1228, na katerem se je večina močnih plemičev zbrala okoli krakovskega škofa Iva Odrowąża, vojvode Mareka z Brzeźnice, guvernerja Krakova, in sandomirskega vojvode Pakoslava I. Starega. Kandidatura Konrada I. Mazovskega je bila zavrnjena v korist Vladislava Tankonogega.
Izvolitev Vladislava Tankonogega za velikega vojvodo ni bila brezpogojna, saj je bil na zboru v Cienii Główni, prisiljen podpisati dva pomembna dokumenta. V prvem je Cerkvi zagotovil več privilegijev in jih celo razširil. Drugi je govoril o malem sinu Leška I. Belega Boleslavu V., s katerim je prevzel njegovo skrbništvo in ga postavil za splošnega dediča. Hkrati je obljubil, da ne bo uvedel nobenega novega zakona brez soglasja malopoljskega plemstva in duhovščine. Vladarjeva oblast na Poljskem je bila tokrat prvič omejena z volitvami. Tankonogi je prevzel neposredno oblast le nad Krakovom. Oblast v Sandomierzu je dobila mati Boleslava V. Grzimislava, čeprav samo formalno, ker je bil pod vrhovno oblastjo velikega vojvode.

### Izvolitev Henrika I. Bradatega za guvernerja Krakova
Politične razmere so se kmalu obrnile proti Vladislavu Tankonogemu. Njegov aretirani nečak Vladislav Odonič je pobegnil iz ječe v Płock in nadaljeval vojno proti njemu, zaradi česar se ni mogel pripraviti na načrtovan napad na Odoničevega zaveznika Konrada I. Mazovskega. S soglasjem meščanov Krakova se je odločil, da za vladarja mesta z naslovom guvernerja izbere šlezijskega vojvodo Henrika I. Bradatega. Izbira je bila verjetno posledica Henrikove vojaške podpore. Šlezijski vojvoda je poleg tega dobil obljubo o dedovanju Velikopoljske, kar je bila očitna kršitev določil Cienijskega zbora, na katerem je bil za dediča razglašen Boleslav V.

### Vojna s Konradom I. Mazovskim in Vladislavom Odoničem
Napad Konrada I. na Malopoljsko se je zgodil poleti 1228. Napad ni bil uspešen, ker ga je presenetljivo napadel vojvoda Henrik, najstarejši sin in dedič Henrika I. Bradatega. Henrik mlajši je premagal Mazovce v bitkah pri Międzybórzu, Skali in Wrocieryżu, vendar Konrad ni odnehal in leto kasneje ponovno napadel, tokrat bolj uspešno. Po domnevnem srečanju v Spytkowicah je ujel in aretiral Henrika I. Bradatega Aretacija je paralizirala nasprotnike njegovega pokojnega brata Lešeka Belega in Konradu je uspelo dobiti oblast nad večino Malopoljske, četudi je Henrika I. osvobodil. Svojemu nečaku Boleslavu V. je odvzel Sandomiško vojvodstvo in ga podelil svojemu sinu Boleslavu. 
Vojna za oblast se je nadaljevala. Vladislav Tankonogi je bil v neznanih okoliščinah kmalu poražen in prisiljen na beg na dvor Kazimirja I. Opolskega v 
Racibórz. S prenosom vseh pravic nad Velikopoljsko in Malopoljsko na Henrika I. Bradatega je obnovil je svoje zavezništvo s šlezijskim vojvodom.
Spomladi 1231 je Henrik I. z Vladislavom Tankonogim opravil svoj zadnji pohod proti Vladislavu Odoniču, ki se je končal v neuspešnim obleganjem Gniezna.

## Skrivnostna smrt in nasledstvo
Pohod proti nečaku Odoniču je bil Vladislavovo zadnje politično dejanje.
Po podatkih iz srednjeveških virov, praviloma nepotrjenih v drugih virih, je umrl v škandaloznih okoliščinah. Po kronikah francoskega cistercijanskega meniha Alberika iz Trois-Fontainesa je skoraj sedemdesetletnega Vladislava v Środi Śląski umorila nemška deklica, ki jo je poskušal posiliti. Po mnenju nekaterih zgodovinarjev zgodba ne govori o Vladislavu Tankonogemu, ampak o njegovem nečaku Vladislavu Odoniču.
Drug vir, ki potrjuje njegovo nevredno vedenje, je Jan Długosz, ki je zapisal, da so ga v zadnjem letu njegovega življenja podložniki zaničevali zaradi njegovega »prešuštovanja s prostitutkami«.
Za datum smrti Vladislava III. na splošno velja 3. november 1231. Drug datum, ki ga je predlagal samo Jan Długosz, je 18. avgust. Ta datum ni potrjen in ga zgodovinarji zavraččajo. Na podlagi zapisov poznih kronistov se domneva, da je bil pokopan v benediktinskem samostanu v Lubinu v Spodnji Šleziji.
Ob njegovi smrti je na podlagi sporazuma o dedovanju postal glavni upravičenec tako do Velike kot do Malopoljske Henrik I. Bradati. Njegove pravice do teh ozemelj so bile kmalu izpodbijane in se je moral zanje boriti.

## Vir
- Stary Matus (psedvonim). Dzieje narodu polskiego. Varšava 1905.

| Vladislav III. Tankonogi PjastiRojen: ~1161/1166 Umrl: 3. november 1231 |                                  |                               |
| Predhodnik: Mješko III. Stari                                           | Vojvoda Velikopoljske 1202–1229  | Naslednik: Vladislav Odonič   |
| Predhodnik: Mješko III. Stari                                           | Veliki vojvoda Poljske 1202–1206 | Naslednik: Lešek I. Beli      |
| Predhodnik: Lešek I. Beli                                               | Veliki vojvoda Poljske 1227–1229 | Naslednik: Konrad I. Mazovski |